# Литература Лаоса
Литература Лаоса — литература народов Лаоса. Письменная литература лаосцев возникла в XVI веке.

## История

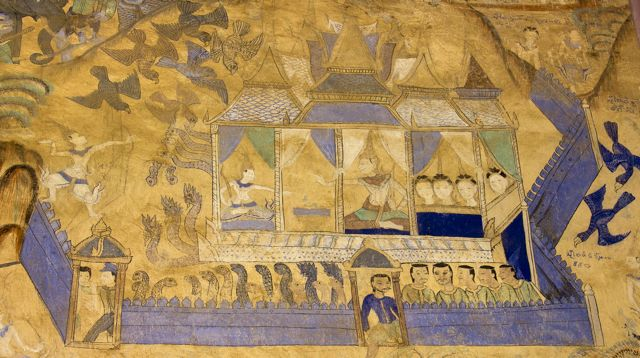
Часть росписи Ват Фотарам в Маха Саралхаш. Росписи имеют стенопись на четырёх наружных стенах. Фрески показывают сцены из поэмы Сан Синсай. Герой произведения играет в шахматы с королём.

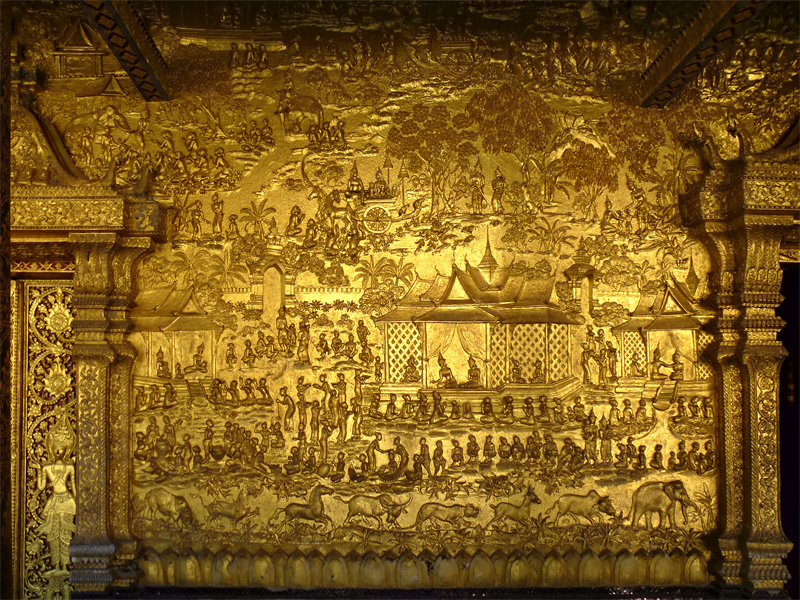
Сцены из джаттаки. Лаос.

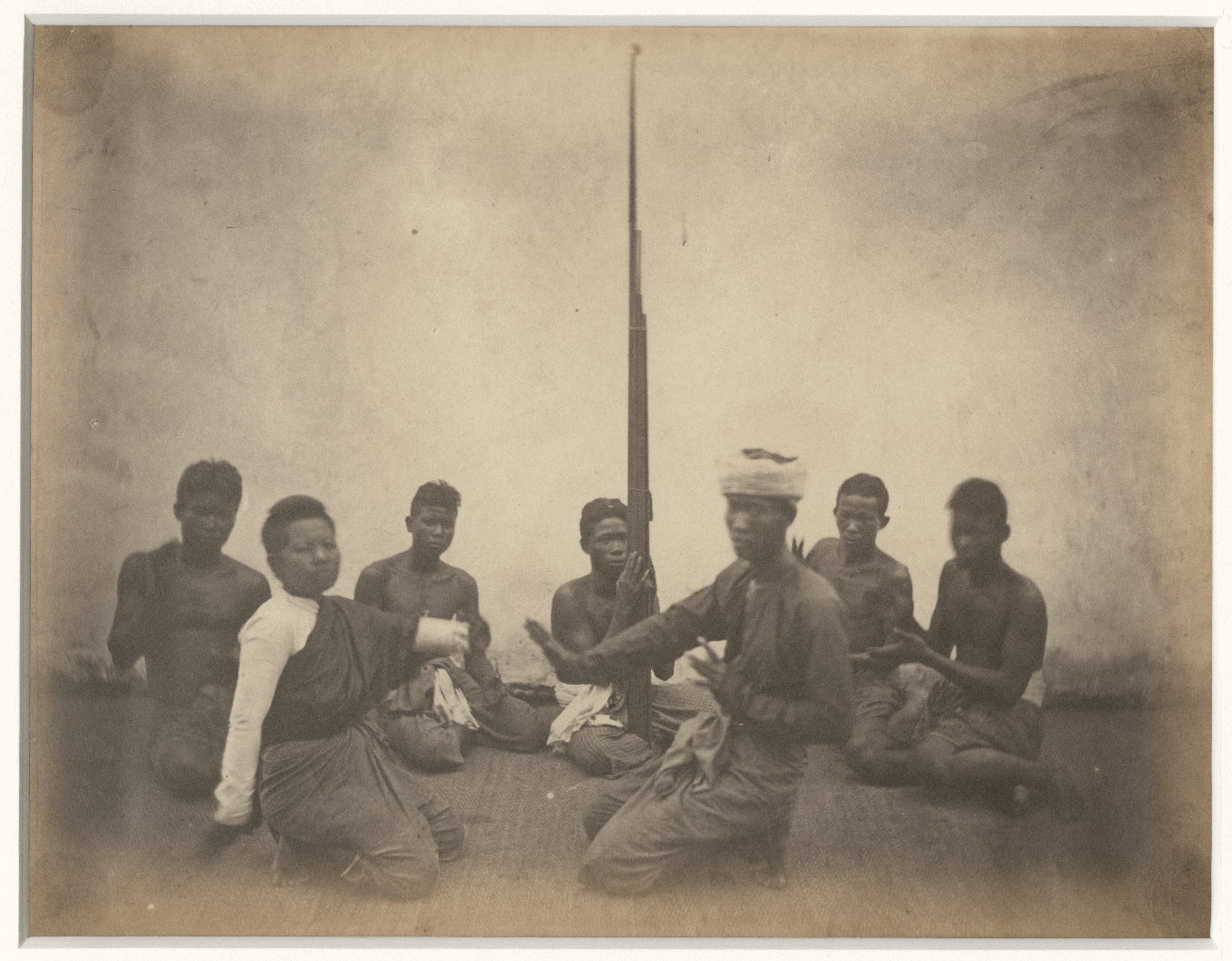
Народное пение в Лаосе

Литература Лаоса берёт начало со 2-й пол. XIII века. К этому времени относятся надписи на стелах Лаоса. В надписях повествуется о исторических событиях в Лаосе, местных обрядах, государственном устройстве страны. Эти сведения имеют культурную ценность. Надписи написаны шанским и сукотайским письмом, послужившим прототипом лаосской письменности.
Первые рукописи писались на засушенных пальмовых листьях, а обложки делались из дерева. Листья пальмы вначале полировали, потом покрывали специальным защитным составом, оберегающим книгу от насекомых. Надписи и гравировку наносили металлическим стилом. Такие книги делались в монастырях буддийскими монахами.
Тексты, для их прочтения, покрывались краской или углем, затем очищались и читались . Религиозные тексты записывались также на китайской бумаге или местного производства.
Большое влияние на литературный жанр в Лаосе оказали древнеиндийские тексты, написанные на санскрите.
Обогащению литературы способствовало народное творчество. Многие Лаосские сказки включают в себя темы: бытовые, авантюрные, волшебные и животные. Авантюрные сказки представляют собой рассказы о приключениях мифических героев. Значительную Лаосских сказок составляют волшебные сказки. Волшебные сказки делятся на группы сказок, с буддийской моралью и не подвергшихся её влиянию. В первой группе описывались перерождения Будды. В лаосской бытовой сказке нет чудес и волшебных предметов, в них описываются людские пороки: жадность и глупость, невежество и самодовольство, высокомерие, презрение к людям. Сказки о животных каждое животное является носителем какой либо черты человеческого характера.
Устные традиции этнических меньшинств в Лаосе являются также богатым источником фольклора.
Литература Лаоса разделяется на устную и письменную. Письменная литература разделяется на официальную и светскую. Официальная записывалась на пальмовых листьях при помощи письма — там и была связана с буддизмом. Светская не была связана с буддизмом и считалась еретической. Истоки Лаосского фольклора исходят от устных традиций. Народное пение является популярным и широко используемым методом для сохранения фольклорного наследия.
К письменной буддийской литературе относится буддийский канон «Типитака» и рассказы о перевоплощении Будды — «Джатака».
В Лаосе была развита юридическая литература, по медицине, грамматике, метрике и др. Известен правовой кодекс «Котмай лао» («Законы Лаоса»), с правилами, касающиеся брака, развода, порядка наследования, наказаний, обращения с рабами и т. п.
С 1893 года Лаос входил в состав колониальной территории Французского Индокитая, а во время Второй мировой войны Лаос был занят японцами. Колониальная и иностранная администрация не способствовали развитию литературы в стране. Колониализм оказывал долговременное воздействие на лаосское общества и литературу страны. Традиционная религиозная модель заменялась светской, в которой преобладающими были сиамская или французская культуры. В это время традиционные формы литературы Лаоса сохранились только в монастырях.
В начале 40-х годов в стране возникло движение «Ляо няй» — культурно-просветительское течение национально-патриотического толка. В стране появилась просветительская литература. Печатались статьи по лаосской культуре, религии, обычаям, языку. Статьи публиковались во французских изданиях. Их целью было привить лаосцам чувство патриотизма, возродить их интерес к национальной культуре.
Независимость и светское образование в годы независимости помогло Лаосу сохранить националистическую идентичность, повысить интерес к традиционной истории и культуры Лаоса. Обретение страной независимости в 1949 году способствовало быстрому росту технологических и социальных изменений в стране, распространению коммунистической идеологии, предупреждению которой занимались Южный Вьетнам и США, сбросив на страну 250—260 миллионов авиабомб.
Творчество быстро растущего отряда революционных прозаиков и поэтов было исполнено духом патриотизма, верности принципам народности и партийности в литературе. После образования Народно-Революционной партии Лаоса (1955) в революционной литературе на первый план выдвигается тема национально-освободительной и революционной борьбы, героизма и защиты родины, а также тема трудовой, созидательной деятельности народных масс.
С освобождением Лаоса в литературе развивается революционная проза с темами революции и судьб народа. Новым героем в произведениях писателей Т. Дыансавана, К. Пхоыконга, К. Пхилавонга, С. Вонгдара, Буа-хонга стал строитель нового общества.

## Современность
Современная литература в Лаосе представлена романами. Лаосские романы, по их содержанию, разделяются на религиозные и светские, по форме — на прозаические и стихотворные. К известным романам относятся: «Путтасен», «Четыре миндалины», «Усапарот». Главной темой романов в Лаосе являются — муж, жена, готовая к самопожертвованию ради мужа, кровожадный якшас и др.
Современная литература представлена также рассказами и стихами.
Популярной в Лаосе является нравоучительная («Сиеусавдт», «Ма-хосот», «Витхун-бандит» и др.), в которой рассказывается, как надо себя вести в различных ситуациях. По заветам Будды, авторы этих произведений показывают пагубность греховной жизни.
В 1956 году в стране была открыта Национальная библиотека Лаоса. В 1988 года ученые страны занимаются вопросами сохранения письменных литературных памятников. Тойота Фонд с Лаосским Министерством информации систематизировал около 300 000 листов пальмовых книг, размещенных в более чем 800 монастырях Лаоса. Разработана программа по оцифровке и фильмокопированию рукописей. В результате этих работ сохранено около 7500 старых и уникальных изданий.